# Glyptaesopus
Glyptaesopus is een geslacht van weekdieren uit de klasse van de Gastropoda (slakken).

## Soorten
- Glyptaesopus oldroydi (Arnold, 1903)
- Glyptaesopus phylira (Dall, 1919)
- Glyptaesopus proctorae (M. Smith, 1936)
- Glyptaesopus xenicus (Pilsbry & Lowe, 1932)